# Ringwall Altenburg (Ostheim vor der Rhön)

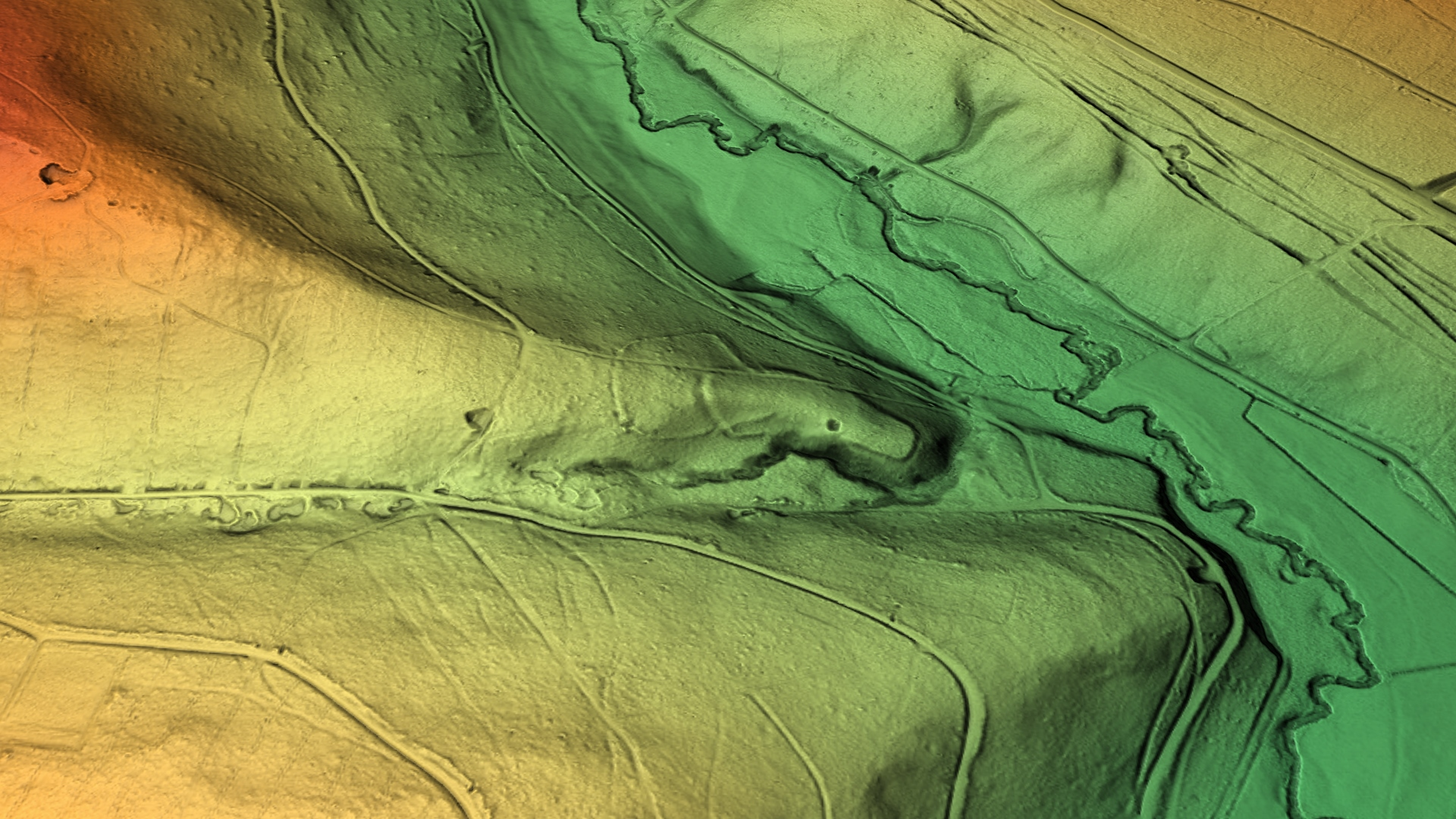
3D-Ansicht des digitalen Geländemodells

Der Ringwall Altenburg ist eine abgegangene Höhenburg, vermutlich eine frühmittelalterliche Ringwallanlage, etwa 3000 Meter nordöstlich der Kirche von Ostheim in der Flur „Altenburg“ der Stadt Ostheim vor der Rhön im Landkreis Rhön-Grabfeld in Bayern.